# Vyšší odborná škola herecká
Vyšší odborná škola herecká s.r.o. je soukromá vyšší odborná škola sídlící v Praze, která vzdělává své studenty v oblasti herectví.

## Studium
Nabízené obory
- Herectví a moderování
- Herectví s loutkou

Absolvent získá titul DiS.